# Anders Nyborg
Anders Nyborg (* 19. Juni 1963 in Dänemark) ist ein dänischer Schauspieler und Intendant.
Nach seiner Schulzeit begann mit einer Schauspielausbildung, die er 1987 am Odense Teater abschloss. Anschließend war er als Theaterschauspieler an verschiedenen dänischen Theatern tätig. 1994 gründete er das Odense Internationale Musikteater, dem er seitdem mit vorsteht. Des Weiteren wirkte Nyborg als Filmschauspieler bei mehreren dänischen Film- und Fernsehproduktionen mit.

## Filmografie
- 1993: Hjælp – Min datter vil giftes
- 1985: Kun en pige
- 1996: Ondt blod
- 1997: Die unschlagbaren Andersens (Sunes familie)
- 1997: Det store flip
- 1997: Forbudt for børn
- 1997–1999: Taxa
- 1999: Hinter Gittern gevögelt (Pink Prison)
- 1999–2000: Olsen-bandens første kup (Weihnachtsserie)
- 2001: Monas Welt (Monas Verden)
- 2001: Olsenbande Junior (Olsen-Banden Junior)
- 2002: Für immer und ewig (Elsker dig for Evigt)
- 2003: Anja efter Viktor
- 2004: King’s Game (Kongekabale)
- 2004: Der Adler – Die Spur des Verbrechens (Fernsehserie)
- 2000–2003: Unit One – Die Spezialisten
- 2007: De unge år
- 2007: Guldhornene
- 2007: Kommissarin Lund (Forbrydelsen)
- 2007: Die jungen Jahre des Erik Nietzsche (De unge år: Erik Nietzsche sagaen del 1)
- 2008: Sommer (Fernsehserie)
- 2017: Countdown Copenhagen (Gidseltagningen, Fernsehserie)
- 2021: Der Kastanienmann (Kastanjemanden, Fernsehserie)